# Trentemøller
Anders Trentemøller (IPA: [ˈtˢʁantˢəˌmølɐ̯]) (Vordingborg, Dánia, 1974. október 16. –) dán elektronikus zenész .

## Története
Trentemøller 1997-ben debütált DJ T.O.M.-mal közösen, amikor megalakították az első house zenekarukat, a Trigbag-et. Az együttes legismertebb “Showtime” című dalát több nemzetközi szinten elismert DJ is játszotta, mint például Alex Gopher, Laurent Garnier vagy Etienne de Crécy. A Trigbag végül 2000-ben feloszlott.
Trentemøller 2003-ban tért vissza a The Trentemøller EP című albummal, amelyikről a “Le Champagne” című szám elnyerte az egyik legnagyobb dán DJ elismerést jelentő Danish DJ Awards díjat 2004. februárjában.
Jóbarátjával és társával DJ Buda-val több remixet is készítettek, ezek közül legismertebb Aphex Twin Windowlicker című számának remixe, amelyet "Run Jeremy" néven adtak ki. Később hármasban DJ Buda-val és újra DJ T.O.M.-mal kezdtek dolgozni, és el is készült egy lemezük 2008 májusában, amit az eredetileg Lulu Rouge címről végül átneveztek "Bless You"-ra.
2005 februárjában Steve Bug a saját kiadójával, az Audiomatique-kal kiadott egy CD-t megújított Trentemøller számokkal, és ez a kiadás keltette fel a nemzetközi producerek figyelmét is. Ekkor vált nemzetközi szinten is elismert DJ-vé. 2005-ben több újságnál is elnyerte a legjobb új előadónak járó díjat.
Trentemøller emellett termékeny remixer. Legismertebb mixei Martinez ("Shadowboxing"), Sharon Philips ("Want 2 Need 2"), Röyksopp ("What Else Is There?"), The Knife ("We Share Our Mother’s Health"), "Sodom" a Pet Shop Boys-tól és Moby "Go" című száma. "Go (Trentemøller Remix)" a 38. helyezést érte el Ausztráliában 2006 októberében.
Trentemøller önálló bemutatkozó albuma The Last Resort a Poker Flat kiadónál jelent meg 2006 októberében. A német Groove Mag magazin és a francia Trax újságban is elnyerte az év legjobb albuma címet 2006 novemberében. Az általa készített, a BBC 1-es rádiócsatornáján 2006 őszén sugárzott Essential Mixet a hallgatók az évben a legjobbnak ítélték.
A legismertebb száma a "Moan", amely 2007-ben, Ane Trolle dán énekesnő közreműködésével készült, és ami felkerült a belga TOP30-ba is. A szám és a hozzá készült klip emléket állít Lajka kutyának, az első élőlénynek, mely Föld körüli pályára állt.
A Det Som Ingen Ved (What No One Knows) című dán mozifilmhez zenét készített 2008-ban.

## Diszkográfia

### Albumok
- The Last Resort (2006)
- Into the Great Wide Yonder (2010)
- Live in Copenhagen (2013)
- Lost (2013)
- Fixion (2016)
- Obverse (2019)
- Memoria (2022)

### Válogatáslemezek
- The Trentemøller Chronicles (2007)
- Harbour Boat Trips 01 (2009)
- Reworked/Remixed (2011)
- Late Night Tales (2011)
- Lost Reworks (2014)
- Early Worx (2014)
- Harbour Boat Trips 02 (2018)

### Lemezek
- 2003 – Trentemøller EP (12")
- 2004 – Beta Boy (12")
- 2005 – Kink (12")
- 2005 – Physical Fraction (12")
- 2005 – Polar Shift (12")
- 2005 – Serenetti (12")
- 2006 – Sunstroke (12")
- 2006 – Nam Nam E.P. (12")
- 2006 – Rykketid (12")
- 2006 – Always Something Better (12")
- 2006 – The Last Resort (12")
- 2007 – African People (12")
- 2007 – Moan (12")
- 2007 – Moan (Dub & Instrumental) (12")
- 2007 – Gamma (Minilugue & Perc) (12")
- 2008 – Miss You (Remixes) (12")
- 2008 - Live in Concert EP (Live at Roskilde 2007)
- 2009 – The Rauta Ep (12")

### Remixek
- Aphex Twin - Windowlicker
- 1999 – ETA – Ayia Napa
- 2003 – Filur – You & I
- 2003 – B & B International – Decorated With Ornaments
- 2003 – Malou – I Wish
- 2003 – Laid Back – Beautiful Day
- 2003 – Djuma Soundsystem – Les Djinns
- 2004 – Yoshimoto – Du What U Du
- 2004 – Andy Caldwell – Give a Little
- 2004 – Pashka – Island Breeze
- 2004 – The Rhythm Slaves – The Light You Will See
- 2004 – Aya – Uptown
- 2005 – Mathias Schaffhauser – Coincidance
- 2005 – Fred Everything & 20 for 7 – Friday
- 2005 – Vernis – Bubble Bath
- 2005 – Varano – Dead End Street
- 2005 - Pet Shop Boys - Sodom
- 2005 – Unai – Oh You and I
- 2005 – Sharon Phillips– Want 2/Need 2
- 2005 – Martinez – Shadowboxing
- 2005 – Röyksopp – What Else Is There?
- 2005 – The Knife – We Share Our Mother's Health
- 2006 – Djosos Krost – Chaptor One
- 2006 – Jokke Ilsoe – Feeling Good
- 2006 – Moby – Go (2006)
- 2006 – Trentemøller feat. Richard Davis – Always Something Better
- 2007 – Trentemøller feat. Ane Trolle – Moan
- 2008 – Kasper Bjørke – Doesn't Matter
- 2008 – Modeselektor – The White Flash

## Külső hivatkozások
- Trentemøller website
- Poker Flat Recordings – Trentemøller
- http://acharts.us/performer/trentemoller aCharts adatlap